# Los dioses de verdad tienen huesos
Los dioses de verdad tienen huesos es una película del año 2011.

## Sinopsis
La vida no es sencilla en Guinea Bissau, uno de los países más pobres del mundo. Los niños con graves problemas de salud necesitan ser evacuados para salvar sus vidas, pero la burocracia y la inestable situación política —un día cualquiera el presidente y el jefe del Estado Mayor son asesinados y el país se paraliza— dificultan al máximo este trámite. En África lo fácil es difícil, y lo imposible se vuelve sencillo.